# Gachapoid
Gachapoid là một phần mềm Vocaloid dựa trên nhân vật Gachapin. Ban đầu, nó được phát hành cho Vocaloid 2. Nhân vật đại diện của phần mềm được gọi là Ryuto (リュウト) (リュウト)
và mẫu giọng của cậu được lấy từ nữ diễn viên Kuniko Amemiya, cũng chính là người lồng tiếng cho Gachapin.

## Phát triển
Một "Gachapoid", Gachapin x VOCALOID voice pack CD", đã được phát hành vào ngày 8 tháng 10 năm 2010, với một case xanh lá đặc biệt và thuê bao sáu tháng miễn phí dựa trên VOCALOID-flex cho dịch vụ cao cấp của Nico Nico Douga.
Mặc dù được phát hành như một nhân vật nam tính, trong thời gian phát triển của  VY2 giọng hát của cả Ryuto hay Kagamine Len đều không được coi là "giọng hát nam tính" vì không giữ một tông giọng đủ thấp để có thể được coi là chất giọng nam thực sự. Kết quả là, cậu và Len không được tham khảo trong việc phát triển VY2

### Phần mềm bổ sung
Gachapoid là giọng hát duy nhất của Vocaloid 2 có thêm phần mềm hỗ trợ thanh nhạc. Gachapoid có thể sử dụng với VOCALOID-flex engine  và được sử dung kết hơp với phần mềm "V-Talk". V-Talk cho phép Gachapoid có thể được sử dụng theo những phương cách mới, mở ra những phương pháp mới để biên tập sao cho kết quả giọng hát trở nên tinh tế.
Ngày 11 tháng 12 năm 2013, sau khi được hỏi liệu Ryuto sẽ nhận được một bản cập nhật như các giọng Vocaloid 2 khác hay không, họ đã tweet rằng không có kế hoạch sản xuất Gachapoid V3.  Vào 19 tháng 4 năm 2014, trong một đoạn stream đã có thông báo Gachapoid V3 đã bắt đầu được sản xuất. Một dòng tweet sau đó xác nhận Gachapoid V3 sẽ chỉ có thể tải về. Theo trang sản phẩm của Internet co., Ltd, giọng hát đã được cập nhật như một phần của lễ kỉ niệm 40 năm phát sóng Gachapin của Fuji TV.

## Competition
Một Illustrations Contest đã được tổ chức để chào đón sự ra mắt của Gachapoid V3